# Pete Walker
Pete Walker (Brighton, 4 luglio 1939) è un regista, sceneggiatore, attore, nonché produttore cinematografico inglese.
Ha diretto 15 film, prevalentemente B-movie di genere horror.

## Filmografia
- I Like Birds (mediometraggio, noto anche come For Men Only,  1967)
- Strip Poker (1968)[senza fonte]
- The Big Switch (1968)
- L'allegro college delle vergini inglesi (School for Sex) (1968)
- Man of Violence (1970)
- La vergine e la morte (Cool it Carol) (1970)
- Marianne fuga dalla morte (Die screaming Marianne) (1970)
- Le avventure sessuali di Greta in 3D (Four Dimensions of Greta) (1972)
- The Flesh and Blood Show (1972)
- Tiffany Jones (1973)
- ...e sul corpo tracce di violenza (The House of Whipcord) (1974)
- Nero criminale - Le belve sono tra noi (Frightmare) (1974)
- La casa del peccato mortale (House of Mortal Sin) (1976)
- La terza mano (Schizo) (1976)
- Chi vive in quella casa? (The Comeback) (1978)
- Home Before Midnight (1979)
- La casa delle ombre lunghe (House of the Long Shadows) (1983)